# Grundevatten
Grundevatten är en sjö i Tanums kommun i Bohuslän och ingår i Örekilsälven-Strömsåns kustområde. Sjön är 4,4 meter djup, har en yta på 0,182 kvadratkilometer och är belägen 95 meter över havet.

## Delavrinningsområde
Grundevatten ingår i det delavrinningsområde (651491-124536) som SMHI kallar för Mynnar i Anråsälven. Medelhöjden är 82 meter över havet och ytan är 20,71 kvadratkilometer. Det finns inga avrinningsområden uppströms utan avrinningsområdet är högsta punkten. Vattendraget som avvattnar avrinningsområdet har biflödesordning 2, vilket innebär att vattnet flödar genom totalt 2 vattendrag innan det når havet efter 11 kilometer. Avrinningsområdet består mestadels av skog (35 procent), öppen mark (40 procent) och jordbruk (23 procent). Avrinningsområdet har 0,25 kvadratkilometer vattenytor vilket ger det en sjöprocent på 1,2 procent.